# Nigerian Premier League (baloncesto)
Nigerian Premier League es la máxima competición de baloncesto de Nigeria. Por motivos de esponsorización, la liga se le  conoce también como  DStv Premier League. 

## Formato
La liga consta de 16 equipos divididos en dos grupos, Atlantic y Savannah, que juegan uno contra el otro dos veces, en casa y fuera, un total de 14 partidos en la temporada regular. Los 4 primeros de cada grupo pasan a una segunda fase, donde se enfrentan todos contra todos a una única vuelta. Los dos campeones de cada grupo disputan la final.

## Equipos

### Savannah Conference
- Mark Mentors (Abuya)
- Bauchi Nets B.C.(Bauchi)
- Kano Pillars (Kano)
- FCT Rocks (Abuya)
- Plateau Peaks (Jos)
- Gombe Bulls (Gombe)
- Immigrations (Kaduna)
- Kada Stars (Kaduna)

### Atlantic Conference
- Oluyole Warriors (Ibadan)
- Dodan Warriors (Lagos)
- Delta Force (Asaba)
- Lagos Islanders (Lagos)
- Nigeria Customs (Lagos)
- Union Bank Basketball Club(Lagos)
- Police Baton (Lagos)
- Kwara Falcons Basketball Club (Ilorin)